# Celmia color
Celmia color is een vlinder uit de familie van de Lycaenidae. De wetenschappelijke naam van de soort werd als Thecla color in 1907 gepubliceerd door Hamilton Herbert Druce.

## Synoniemen
- Thecla wickhami Riley, 1919